# رئیس (عنوان شرکتی)
رئیس ارشدترین مدیر یک سازمان، شرکت، انجمن، باشگاه، اتحادیه کارگری، دانشگاه یا گروه تجاری است. در بسیاری از سازمان‌ها، ارشدترین مقام شرکتی است که مقامی بالاتر از معاونین دارد. ارتباط بین رئیس و مدیر عامل اجرایی، اغلب به ساختار سازمانی شرکت‌ها مرتبط می‌باشد.